# Eilema atrifrons
Eilema atrifrons là một loài bướm đêm thuộc phân họ Arctiinae, họ Erebidae.